# Rapenburgerplein 6

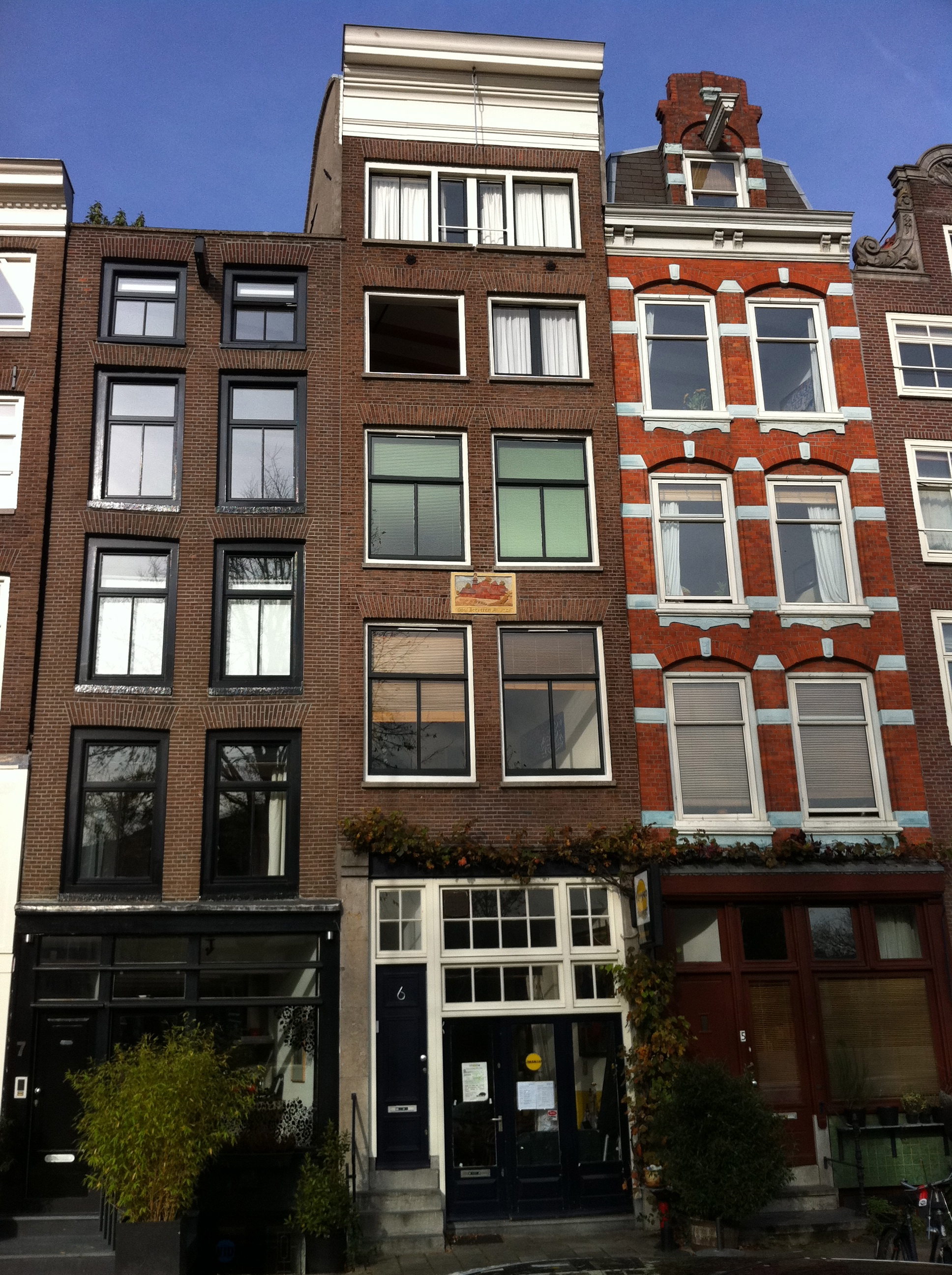
gebouw in 2011 met gevelsteen in oude kleuren

Rapenburgerplein 6 te Amsterdam is een gebouw aan het Rapenburgerplein, Amsterdam-Centrum.
Het eiland Rapenburg komt uit het einde van de 16e eeuw, waarbij een drietal eilanden aan de stad werden toegevoegd. Na het plempen werd er gebouwd, gesloopt , herbouwd etc. Volgens een gevelsteen met anno 1726 vond toen de laatste grote verbouwing dan wel bouw plaats. De gevelsteen laat Oost Beeveren zien. In de moderne geschiedenis werd er alleen nog verbouwd, waarbij de gevelsteen op gegeven moment uit de gevel werd verwijderd naar een opslag van het Rijksmuseum Amsterdam. Die gevelsteen zou pas veel later teruggezet worden; ook werd ze daarbij voorzien van een nieuwe kleurlaag.

Het gebouw staat sinds 31 maart 1982 karig omschreven in het monumentenregister van rijksmonumenten: 
Pand met gevel (18e eeuw) onder rechte lijst (19e eeuw)
.
Het gebouw is rank en smal, maar wel vrij hoog. Aan het Rapenburgerplein staan veelal gebouwen van slechts twee raamrijen breed, Rapenburgerplein 1 is daarop een uitzondering; het is veel breder dan de rest.. Huisnummer 6 bestaat uit een verhoogde begane grond met daarboven 4 verdiepingen, waarbij ook de toegangsdeur naar de woningen (met bordesje) smal lijkt.
- Rijksmonument: 4787